# Stary Górnik
Baumgarten (Ohlau)
Stary Górnik (deutsch Altbergel, bis 1928 Bergel) ist ein Dorf in Niederschlesien. Der Ort liegt in der Gmina Oława im Powiat Oławski in der polnischen Woiwodschaft Niederschlesien.

## Geographie

### Geographische Lage
Das Straßendorf Stary Górnik liegt fünf Kilometer nordöstlich des Gemeindesitzes und der Kreisstadt Oława (Ohlau) und rund 32 Kilometer südöstlich der Woiwodschaftshauptstadt Breslau. Der Ort liegt in der Nizina Śląska (Schlesische Tiefebene) innerhalb der Równina Oleśnicka (Oelser Ebene). Stary Górnik liegt am rechten Ufer der Oder. 
Durch den Ort führt die Woiwodschaftsstraßen Droga wojewódzka 346.

### Nachbarorte
Nachbarorte von Stary Górnik sind im Nordosten Janików (Jankau) und im Nordwesten Stary Otok (Altottag).

## Geschichte
Der Ort wurde 1375 erstmals als Ober Ottag erwähnt.
Nach dem Ersten Schlesischen Krieg 1742 fiel Bergel zusammen mit dem größten Teil Schlesiens an Preußen. 1783 zählte der Ort ein Vorwerk, 24 Bauern- und drei Häuslerstellen sowie 128 Einwohner.
Nach der Neugliederung Preußens gehörte die Landgemeinde Bergel ab 1815 zur Provinz Schlesien und war ab 1816 dem Landkreis Ohlau eingegliedert. 1874 wurde der Amtsbezirk Jeltsch gegründet, welcher die Landgemeinden Beckern, Bergel, Jeltsch, Neuvorwerk und Ottag und die Gutsbezirke Beckern, Jeltsch und Neuvorwerk umfasste. 1885 zählte der Ort 475 Einwohner.
Am 3. September 1928 wurde Bergel und Ottag zur Landgemeinde Altbergel-Altottag zusammengeschlossen. 1933 Altbergel-Altottag 508, 1939 wiederum 454 Einwohner. Bis 1945 befand sich der Ort im Landkreis Ohlau.
Als Folge des Zweiten Weltkriegs fiel Altbergel wie fast ganz Schlesien 1945 an Polen, wurde in Stary Górnik umbenannt und der Woiwodschaft Breslau angegliedert. Die deutsche Bevölkerung wurde, soweit sie nicht vorher geflohen war, weitgehend vertrieben. Die neu angesiedelten Bewohner waren zum Teil Heimatvertriebene aus Ostpolen. 1997 wurde das Dorf beim Jahrhundertwasser der Oder 1997 überflutet. 1999 kam der Ort zum Powiat Oławski in der Woiwodschaft Niederschlesien. 
2000 zählte das Dorf 191 Einwohner. 2010 wurde das Dorf erneut beim Hochwasser der Oder überflutet.

## Sehenswürdigkeiten
- Römisch-katholische Maria-vom-guten-Rat-Kirche (poln. Kościół NMP Dobrej Rady)

## Persönlichkeiten
- Ferdinande von Schmettau (1798–1875), Symbolfigur und Volksheldin während der Befreiungskriege gegen Napoleon, lebte in Bergel